# Gianduja (čokolada)
Gianduia ili gianduja (talijanski: [dʒanˈduːja] ; pijemontski:giandoja [dʒaŋˈdʊja]) je slatki čokoladni namaz koji sadrži oko 30% paste od lješnjaka, izumljen u Torinu za vrijeme Napoleonovog regentstva (1796. – 1814.).

## Povijest
Kontinentalni sustav, koji je Napoleon nametnuo 1806., spriječio je britansku robu da uđe u europske luke pod francuskom kontrolom, što je opteretilo zalihe kakaa. Čokoladar u Torinu po imenu Michele Prochet pomiješao je čokoladu s lješnjacima s brda Langhe južno od Torina. Od baze gianduje, proizvođač čokolade Caffarel iz Torina izumio je gianduiotto 1852.
Ime je dobio po Gianduji, karnevalskom i marionetskom liku koji predstavlja arhetipske Pijemonce, porijeklom iz talijanske regije gdje su slastice od lješnjaka uobičajene.